# قطب شمال عجیب
قطب شمال عجیب (به زبان انگلیسی: Arctic Antics) یک فیلم کوتاه انیمیشن محصول دیزنی از سری کارتون‌های سمفونی احمقانه در ۲۶ ژوئن ۱۹۳۰ منتشر شد. 